# 永兴镇 (湄潭县)
永兴镇，是中华人民共和国贵州省遵义市湄潭县下辖的一个乡镇级行政单位。

## 行政区划
永兴镇下辖以下地区：
街道社区、茶场社区、马义村、流河度村、中华村、天棚村、茅坝村、分水村、坪江村、界溪村、梁家坝村、共和村、永兴桥村、桐梓园村和德隆村。